# خط عرض 50° شمال

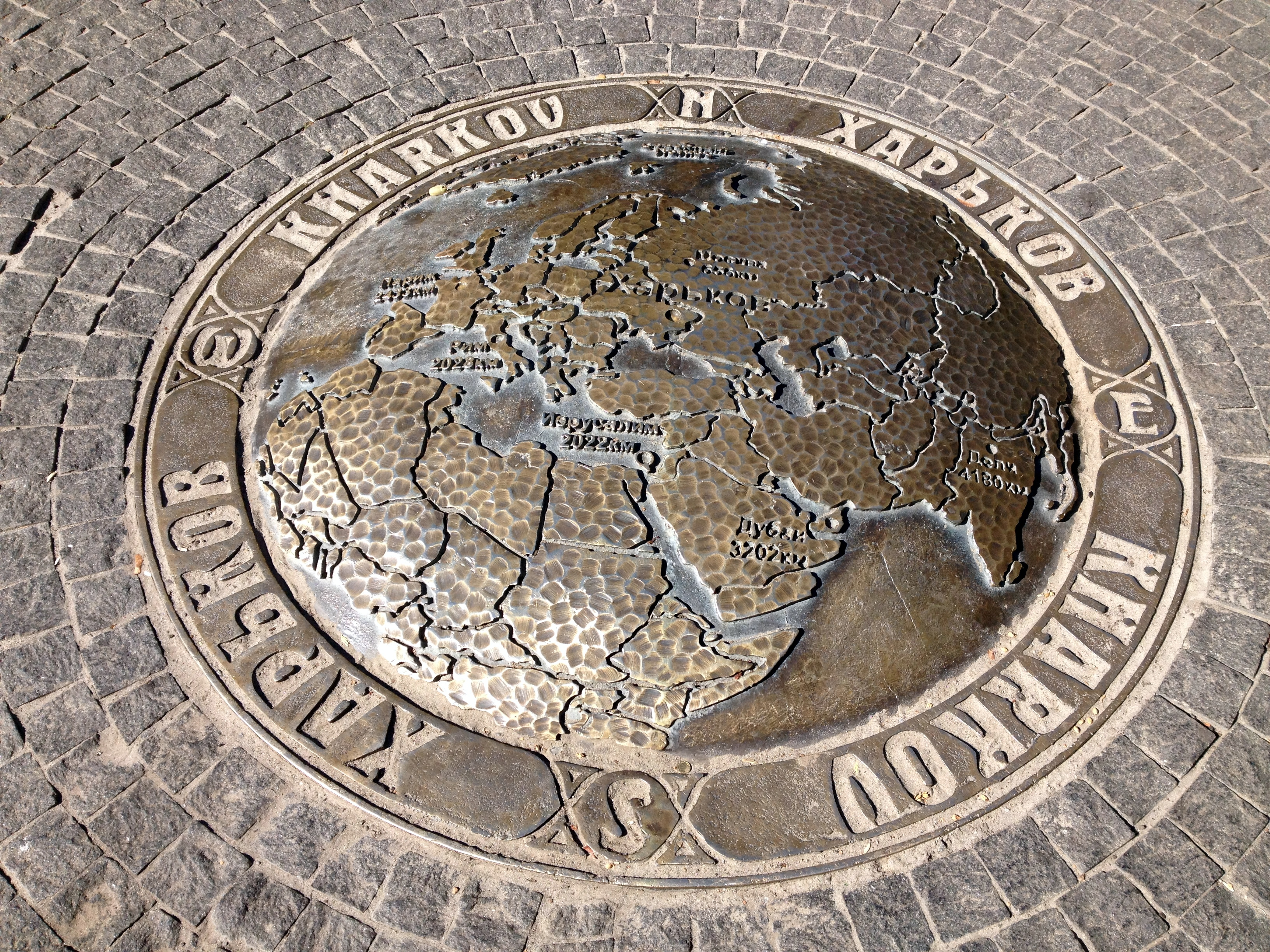
النصب التذكاري لدائرة عرض 50° شمال، خاركيف، أوكرانيا

خط عرض 50° شمال هي إحدى دوائر العرض الجغرافية، وهي دوائر وهمية تحيط بالكرة الأرضية، وموازية لخط الاستواء، وتتميز هذه الدائرة بأن الأراضي الواقعة عليها تنتمي للمنطقة المعتدلة الباردة.
وتظهر الشمس لمدة 16 ساعة و22 دقيقة دائرة العرض هذه أثناء الانقلاب الصيفي، و8 ساعات و4 دقائق خلال الانقلاب الشتوي. وفي 21 يونيو تكون الشمس عند 63.83 درجة في السماء، ويوم 21 ديسمبر تكون عند 16.17 درجة.

## حول العالم
خط عرض 50° شمال يبدأ من خط الزوال الأولي ويتجه شرقا ويمر عبر:
| الإحداثيات                           | البلد أو الإقليم أو البحر | ملاحظات |
| ------------------------------------ | ------------------------- | --- |
| 50°0′N 0°0′E / 50.000°N 0.000°E      | بحر المانش                | |
| 50°0′N 1°15′E / 50.000°N 1.250°E     | فرنسا                     | نورماندي العليا — لحوالي 20 km بيكاردي — مرورا بشمال أميان نور با دو كاليه — لحوالي 13 km |
| 50°0′N 4°10′E / 50.000°N 4.167°E     | بلجيكا                    | والونيا |
| 50°0′N 4°40′E / 50.000°N 4.667°E     | فرنسا                     | شامبان - أردان — لحوالي 10 km |
| 50°0′N 4°49′E / 50.000°N 4.817°E     | بلجيكا                    | والونيا |
| 50°0′N 5°49′E / 50.000°N 5.817°E     | لوكسمبورغ                 | مقاطعة ديكرش [لغات أخرى]‏ |
| 50°0′N 6°9′E / 50.000°N 6.150°E      | ألمانيا                   | راينلند بالاتينات هسن راينلند بالاتينات — مرورا عبر ماينتس city centre هسن — مرورا بجنوب فرانكفورت, crossing a runway of FRA international airport و مرورا بجنوب DCF77 time signal transmitter بافاريا — مرورا بشمال بايرويت                                 |
| 50°0′N 12°26′E / 50.000°N 12.433°E   | جمهورية التشيك            | مرورا عبر southern parts of براغ |
| 50°0′N 17°49′E / 50.000°N 17.817°E   | بولندا                    | لحوالي 11 km |
| 50°0′N 17°58′E / 50.000°N 17.967°E   | جمهورية التشيك            | لحوالي 10 km |
| 50°0′N 18°7′E / 50.000°N 18.117°E    | بولندا                    | مرورا عبر southern districts of كراكوف (on the خط طول 20° شرق) مرورا عبر southern districts of تارنوف (on the خط طول 21° شرق) مرورا عبر southern districts of جيشوف (on the خط طول 22° شرق)                                                                  |
| 50°0′N 23°10′E / 50.000°N 23.167°E   | أوكرانيا                  | لفيف أوبلاست — مرورا بشمال لفيف تيرنوبل أوبلاست — passing through Pochaiv خملنيتسكي أوبلاست زيتومير أوبلاست — passing through أندروشيفكا كييف أوبلاست تشيركاسي أوبلاست بولتافا أوبلاست — passing through Lubny خاركيف أوبلاست — مرورا عبر خاركيف city centre |
| 50°0′N 37°57′E / 50.000°N 37.950°E   | روسيا                     | أوبلاست بيلغورود — لحوالي 18 km |
| 50°0′N 38°12′E / 50.000°N 38.200°E   | أوكرانيا                  | لوهانسك أوبلاست — لحوالي 12 km |
| 50°0′N 38°22′E / 50.000°N 38.367°E   | روسيا                     | أوبلاست بيلغورود فورونيج أوبلاست — مرورا بشمال بوغوتشار روستوف أوبلاست فولغوغراد أوبلاست — مرورا بجنوب كاميشين |
| 50°0′N 47°15′E / 50.000°N 47.250°E   | كازاخستان                 | كازاخستان الغربية |
| 50°0′N 48°8′E / 50.000°N 48.133°E    | روسيا                     | ساراتوف أوبلاست |
| 50°0′N 48°51′E / 50.000°N 48.850°E   | كازاخستان                 | كازاخستان الغربية أوبليس أكتوبي أوبليس كوستناي أوبليس كراغندي — مرورا بشمال قراغندي أوبليس كازاخستان الشرقي — مرورا بشمال أوسكمان |
| 50°0′N 85°2′E / 50.000°N 85.033°E    | روسيا                     | جمهورية ألطاي توفا |
| 50°0′N 89°58′E / 50.000°N 89.967°E   | منغوليا                   | مرورا عبر the southern tip of بحيرة يوفس |
| 50°0′N 95°1′E / 50.000°N 95.017°E    | روسيا                     | توفا |
| 50°0′N 95°45′E / 50.000°N 95.750°E   | منغوليا                   | لحوالي 11 km |
| 50°0′N 95°55′E / 50.000°N 95.917°E   | روسيا                     | توفا — لحوالي 7 km |
| 50°0′N 96°2′E / 50.000°N 96.033°E    | منغوليا                   | لحوالي 11 km |
| 50°0′N 96°10′E / 50.000°N 96.167°E   | روسيا                     | توفا |
| 50°0′N 97°55′E / 50.000°N 97.917°E   | منغوليا                   | |
| 50°0′N 107°13′E / 50.000°N 107.217°E | روسيا                     | بورياتيا — لحوالي 5 km |
| 50°0′N 107°18′E / 50.000°N 107.300°E | منغوليا                   | لحوالي 3 km |
| 50°0′N 107°20′E / 50.000°N 107.333°E | روسيا                     | بورياتيا كراي عبر البايكال |
| 50°0′N 113°34′E / 50.000°N 113.567°E | منغوليا                   | |
| 50°0′N 115°12′E / 50.000°N 115.200°E | روسيا                     | كراي عبر البايكال |
| 50°0′N 116°1′E / 50.000°N 116.017°E  | منغوليا                   | |
| 50°0′N 116°20′E / 50.000°N 116.333°E | روسيا                     | كراي عبر البايكال |
| 50°0′N 119°6′E / 50.000°N 119.100°E  | جمهورية الصين الشعبية     | منغوليا الداخلية هيلونغجيانغ |
| 50°0′N 127°29′E / 50.000°N 127.483°E | روسيا                     | أوبلاست أمور خاباروفسك كراي |
| 50°0′N 140°30′E / 50.000°N 140.500°E | مضيق تارتاري              | |
| 50°0′N 142°9′E / 50.000°N 142.150°E  | روسيا                     | ساخالين أوبلاست — جزيرة سخالين |
| 50°0′N 143°59′E / 50.000°N 143.983°E | بحر أوخوتسك               | |
| 50°0′N 155°23′E / 50.000°N 155.383°E | روسيا                     | ساخالين أوبلاست — جزيرة جزيرة باراموشير [لغات أخرى]‏ |
| 50°0′N 155°24′E / 50.000°N 155.400°E | المحيط الهادئ             | |
| 50°0′N 127°19′W / 50.000°N 127.317°W | كندا                      | كولومبيا البريطانية — جزيرة فانكوفر (مرورا عبر the town of كامبل ريفر (كولومبيا البريطانية)) و mainland ألبرتا — مرورا عبر the city of مدسين هات (ألبرتا) ساسكاتشوان مانيتوبا — مرورا بشمال وينيبيغ أونتاريو — مرورا عبر بحيرة نيبيغون كيبك                  |
| 50°0′N 66°54′W / 50.000°N 66.900°W   | خليج سانت لورنس           | مرورا بشمال جزيرة أنتيكوستي، كيبك, كندا |
| 50°0′N 57°45′W / 50.000°N 57.750°W   | كندا                      | نيوفاوندلاند واللابرادور — جزيرة نيوفاوندلاند (جزيرة) |
| 50°0′N 56°46′W / 50.000°N 56.767°W   | White Bay                 | |
| 50°0′N 56°21′W / 50.000°N 56.350°W   | كندا                      | نيوفاوندلاند واللابرادور — جزيرة نيوفاوندلاند (جزيرة) |
| 50°0′N 55°52′W / 50.000°N 55.867°W   | المحيط الأطلسي            | Confusion Bay |
| 50°0′N 55°33′W / 50.000°N 55.550°W   | كندا                      | نيوفاوندلاند واللابرادور — جزيرة نيوفاوندلاند (جزيرة) |
| 50°0′N 55°31′W / 50.000°N 55.517°W   | المحيط الأطلسي            | مرورا بشمال the جزر سيلي، إنجلترا, المملكة المتحدة |
| 50°0′N 5°16′W / 50.000°N 5.267°W     | المملكة المتحدة           | إنجلترا — Lizard Peninsula, كورنوال, لحوالي 7 km |
| 50°0′N 5°10′W / 50.000°N 5.167°W     | بحر المانش                | |